# Нойдорф (Нешвиц)
Но́йдорф или Но́ва-Вес (нем. Neudorf; в.-луж. Nowa Wjes) — деревня в Верхней Лужице, Германия. Входит в состав коммуны Нешвиц района Баутцен в земле Саксония. Подчиняется административному округу Дрезден.

## География
Через деревню проходит автомобильная дорога федерального подчинения Бундесштрассе 96 (Баутцен — Хойерсверда). Деревня находится около 14 километров на северо-запад от Будишина. Граничит на севере с Ракецами, административным центром одноимённой коммуны, на востоке — с деревней Голешовской Дубравкой, на юге — с деревней Голешов, западе — с административным центром коммуны Нешвиц и на северо-западе — с деревней Шешов.

## История
Впервые упоминается в 1362 году под наименованием Nuwendorf.
С 1936 года входит в состав современной коммуны Нешвиц.
В настоящее время деревня входит в состав культурно-территориальной автономии «Лужицкая поселенческая область», на территории которой действуют законодательные акты земель Саксонии и Бранденбурга, содействующие сохранению лужицких языков и культуры лужичан.

## Население
Официальным языком в населённом пункте, помимо немецкого, является также верхнелужицкий язык.
Согласно статистическому сочинению «Dodawki k statisticy a etnografiji łužickich Serbow» Арношта Муки в 1884 году проживало 175 человек (из них — 139 серболужичан (79 %)).
| 1834 | 1871 | 1890 | 1910 | 1925 | 2011 | 2016 |
| ---- | ---- | ---- | ---- | ---- | ---- | ---- |
| 234  | 150  | 173  | 167  | 198  | 189  | 183  |

## Достопримечательности
Памятники культуры и истории земли Саксония
- Южный дом усадьбы с хозяйственным помещением (Südliches Wohnhaus des ehemaligen Vorwerks mit nordöstlichem Wirtschaftsgebäude), XVIII век (№ 09253263).
- Handschwengelpumpe, XIX век (№ 09253260)